# Optimizer Pro
Optimizer Pro est un logiciel malveillant présenté sous la forme d'un logiciel de sécurité puissant capable de protéger un ordinateur. Il est propagé via des sites Web trompeurs ou des chevaux de Troie. Son moyen d'action est de se faire passer pour une application antispyware, alors qu'en réalité il s’infiltre à l’intérieur du système. Il détourne le navigateur web, ralentit la connexion internet et redirige l’utilisateur vers une autre page. Il envoie également des spams à l'utilisateur ainsi que des menaces de sécurité sous la forme de fenêtres pop-up. PC Optimizer Pro déclare que des dossiers de Windows sont infectés et si vous les supprimez votre PC devient alors défaillant. Toutes les alertes, avertissements et infections trouvées sont fausses. De plus PC optimizer Pro est associé à un autre logiciel qui se nomme Fake Antivirus. Ce sont des scams (Arnaques) et leur technique est de se servir de tactiques de peur pour pousser l’utilisateur à acheter la version complète de leurs logiciels. Un exemple d'alerte: 
```
   attention fichier 
malveillant
!
   Name: taskmgr.exe
   Name: C:\WINDOWS\taskmgr.exe"
```

Le seul moyen de se débarrasser de ce logiciel est d'utiliser des logiciels anti-espions, comme AdwCleaner.